# Georg Wadenius
Georg "Jojje" Wadenius (Estocolmo, Suecia,  4 de mayo de 1945) es un guitarrista, bajista, cantante y compositor sueco que tuvo bastante renombre en los años 1970 y 80 como miembro de la banda estadounidense Blood, Sweat & Tears, como músico de estudio y de sesión y por la edición de una serie de discos con canciones infantiles muy populares en Suecia.

## Historial
Después de haber aparecido en una serie de hits y participado en algunos de los grupos de rock más importantes de su país, Made in Sweden (1966-1972) y Solar Plexus (1968-1972), se trasladó a los Estados Unidos para ocupar el puesto de guitarrista de Blood, Sweat & Tears, desde 1972 a 1978. 
En 1979 abandonó el grupo y se incorporó a la Saturday Night Live Band, en el programa homónimo de televisión, donde permaneció hasta 1985. Colaboró con un gran número de artistas como músico de sesión o en giras, entre ellos Steely Dan, Aretha Franklin, Diana Ross, Dr. John, David Sanborn, James Brown, Marianne Faithfull, Kent, Paul Simon, Joe Thomas, Dionne Warwick, Roberta Flack, Donald Fagen, Doug Katsaros, Paul Desmond, Jim Hall, John McLaughlin, Michael Franks, y Luther Vandross, además de los principales artistas suecos.
En 1970, había recibido dos premios Grammis (el equivalente sueco a los Premios Grammy): uno con el grupo Made in Sweden y otro por su trabajo con las canciones infantiles. 
A partir de finales de los años 1980, ha desarrollado labores de productor musical en Suecia, incluyendo a Anne Sofie Von Otter y, a partir de 2001 ha puesto en marcha un estudio de grabación en Oslo, Noruega.

## Discografía

### conMade in Sweden
- 1968 - Made In Sweden With Love
- 1969 - Snakes In A Hole
- 1970 - Live! At the Golden Circle
- 1970 - Made In England
- 1970 - Regnbågslandet
- 1971 - Best Of
- 1976 - Where Do We Begin

### conBlood, Sweat & Tears
- 1972 - New blood
- 1973 - No sweat
- 1974 - Mirror image
- 1975 - New city

### Como músico de sesión
- Live & More (1980) - Roberta Flack y Peabo Bryson
- Never Too Much (1981) - Luther Vandross
- Forever, For Always, For Love (1982) - Luther Vandross
- Busy Body (1983) - Luther Vandross
- Vigilante (1983) - Willie Colón
- Jump to It - Aretha Franklin
- How Many Times Can We Say Goodbye (1983) - Dionne Warwick and Luther Vandross
- Swept Away (1984) - Diana Ross
- Passion Fruit (1985) - Ronnie Cuber
- Camera Never Lies (1987) - Michael Franks
- Kamakiriad (1993) - Donald Fagen
- Scene is Clean (1993) - Ronnie Cuber
- Television (1994) - Dr. John
- Alive in America (1995) - Steely Dan
- Irreplaceable (2003) - George Benson
- Hjerteknuser (2007) - Jan Eggum